# 全祖望祖居
29°46′49.55″N 121°24′12.91″E / 29.7804306°N 121.4035861°E
全祖望祖居，即全祖望故居，位于中国浙江省宁波市海曙区洞桥镇沙港村沙港自然村，清代建筑，为浙东学派著名学者全祖望的祖居，主体坐东朝西，为合院式结构，占地面积223.21平方米，石板铺地，明间又名齿德堂，设六道隔扇，隔心饰步步锦纹饰，2005年进行一期整修，并在故居内布置陈列展览，以介绍全祖望生平业绩为主，2007年进行二期整修，2007年公布为鄞州区文物保护单位，2008年二期整修完工，2013年再次进行修缮扩建，2015年完工，2018年12月28日因行政区划调整公布为海曙区文物保护单位。